# Cuenta de depósito
Una cuenta de depósito es una cuenta de ahorro, cuenta corriente o cualquier otro tipo de cuenta bancaria que permite depositar y retirar dinero por el titular de la cuenta. Estas transacciones están registradas en los libros del banco, y el equilibrio resultante es registrado como pasivo para el banco y representa la cantidad debida por el banco al cliente.  Algunos bancos pueden cobrar un coste para este servicio, mientras otros pueden pagar el interés al cliente en los fondos depositados.

## Tipos importantes
- Cuenta de transacciones Cuenta corriente (nombre común) o Cuenta de cheques (en EE.UU.)

Una cuenta de depósito hecha en un banco u otra institución financiera, con el fin de proporcionar acceso de forma segura, rápida y frecuente a los fondos a requerimiento, por una variedad de distintos canales. Debido a que el dinero está disponible a requerimiento, estas cuentas también se conocen como dinero bancario o depósitos a la vista, excepto en el caso de las cuentas NOW (Orden de Extracción Negociable).
- Cuenta de Mercado Monetario

Una cuenta de depósito que paga intereses, y para el cual se requiere un corto aviso (o sin aviso) para retirar. En los Estados Unidos, es un estilo de depósito de acceso instantáneo sujeto a las regulaciones federales de cuenta de ahorros, tales como un límite mensual de transacciones.

- Cuenta de ahorro

Cuentas mantenidas por los bancos minoristas que pagan interés pero no se pueden utilizar directamente como dinero (por ejemplo, escribir un cheque). Aunque no es tan cómodo de usar como las cuentas corrientes, estas cuentas permiten a los clientes conservar los activos líquidos y al mismo tiempo obtener un rendimiento monetario.
- Depósito a plazo fijo

Es un depósito de dinero en una institución bancaria que no puede ser retirado por un "tiempo" predeterminado o período de tiempo fijo. Cuando se cumple el tiempo puede ser retirado o se puede transferir a otro tiempo. En términos generales, cuanto mayor sea el plazo, mejor es el rendimiento del dinero.
- Depósito con remuneración
En este tipo de depósitos, no se obtendrá como recompensa dinero en efectivo, sino que se remunerará con un regalo de diversa índole. Este tipo de depósitos es cada vez más común puesto que los regalos que ofrecen los bancos son muy atractivos[1]

- Depósito de llamada

Es una cuenta de depósito que permite la retirada de fondos sin penalidad, en general, sin notificación al banco. A menudo es un tipo de interés favorable, pero también requiere un saldo mínimo para tomar ventaja de los beneficios.

## Marco legal
Está sujeta a las restricciones impuestas por los términos y condiciones de la cuenta, el titular de la cuenta (cliente) se reserva el derecho a obtener su dinero de vuelta bajo requerimiento. El cliente puede o no ser capaz de disponer del dinero que entra o sale de la cuenta por medio de cheque, banca por Internet, puntos de venta u otros canales, dependiendo de los términos y condiciones.
Los términos bancarios "depósito" y "retiro" significan que un cliente pone dinero, y saca dinero de la cuenta. Desde un punto de vista contable legal y financiero, el término "depósito" es utilizado por la industria bancaria en los estados financieros para describir la deuda contraída por el banco hacia su depositante, y no a los fondos que el banco tiene como consecuencia del depósito, el cual se muestran como activos del banco.
Por ejemplo, un depositante apertura una cuenta corriente en un banco en los Estados Unidos con $100 en efectivo y se entrega el título legal de los $100 en efectivo, que se convierten en un activo del banco. En los libros del banco, el banco debita esta divisa y moneda en la cuenta por los $100 en efectivo, y acredita una cuenta pasiva (llamada cuenta de depósito a la vista, cuenta de cheques, etc.) por una cantidad igual. (Véase la partida doble.)
En los estados financieros auditados del banco, los $100 en divisas serían mostrados en el balance general como un activo del banco al lado izquierdo, y la cuenta de depósito se mostraría como una deuda contraída por el banco hacia su cliente, al lado derecho de la hoja de balance. El estado financiero del banco refleja la sustancia económica de la operación, que es que el banco ha prestado $100 de su depositante y contractualmente ha obligado a sí mismo a pagar al cliente de acuerdo a los términos del acuerdo. Para compensar este pasivo por depósitos, el banco ahora es dueño de los fondos depositados (ya sea en billetes y monedas o más generalmente como una deuda contraída por otro banco) y el banco muestra esos fondos como un activo del banco. Estos fondos de reserva "físicos" pueden ser poseídas en forma de depósitos en el banco central correspondiente y recibirán el interés de acuerdo con la política monetaria.
Por lo general, un proveedor de cuenta no llevará a cabo la suma total en reserva, pero le prestará la mayor parte del dinero a otros clientes, en un proceso conocido como la banca de reserva fraccionaria. Esto permite a los proveedores ganar intereses sobre el activo y por lo tanto, pagar intereses sobre los depósitos.
Mediante la transferencia de la propiedad de los depósitos de una parte a otra, los bancos pueden evitar el uso de dinero en efectivo físico como forma de pago. los depósitos de los bancos comerciales representan la mayor parte de la masa monetaria en uso hoy en día. Por ejemplo, si un banco en los Estados Unidos hace un préstamo a un cliente mediante el depósito de los fondos del préstamo en la cuenta corriente de ese cliente, el banco normalmente registra este evento mediante adeudo en una cuenta de activos en los libros del banco (llamados préstamos por cobrar o algún nombre similar ) y los créditos a los depósitos pasivos o cuenta corriente del cliente en los libros del banco. Desde un punto de vista económico, el banco ha creado esencialmente dinero económico (aunque no es moneda de curso legal). El saldo de la cuenta de cheques del cliente no tiene billetes en ella, como una cuenta de depósito a la vista es simplemente una deuda contraída por el banco a su cliente. De esta manera, los bancos comerciales están autorizados a aumentar la oferta de dinero (sin imprimir moneda, o moneda de curso legal).

## Protección reguladora
Los bancos son normalmente sujetos al control prudencial y tiene el propósito de reducir el riesgo de fracaso del banco. También puede tener el propósito de reducir la magnitud de las pérdidas de los depositantes en caso de falla del banco.
Los depósitos bancarios también pueden ser asegurados por un sistema de seguro de depósitos, si fuera requerido.